# Абоа (антарктическая станция)
Абоа (фин. Aboa) — действующая сезонная (летняя) научно-исследовательская антарктическая станция Финляндии, созданная в 1988—1989 годах. Построена на нунатаке Басен у горного хребта Краули[уточнить], что на Земле Королевы Мод.
Расположена в 130 километрах от побережья и в 200 метрах от шведской антарктической станции Васа. Вместе станции образуют базу Нурденшёльд (Nordenskiöldbasen).
Станция была спроектирована и построена Техническим исследовательским центром Финляндии. Проект финансировался Министерством торговли и промышленности.
Станция состоит из главного здания, двух контейнеров-лабораторий и трёх жилых контейнера (1 больничный контейнер). Всего там может проживать от 12 до 16 человек. Станция была увеличена и обновлена во время экспедиции 2002—2003 годов, когда были добавлены контейнеры с сауной и радиокомната руководителя станции. Была доставлена новая техника для кухни, построено два новых жилых контейнера, а также установлена новая система очистки воды. Станция «Абоа» имеет автоматическую метеостанцию «Milos 500», которая используется для получения данных о погодных условиях для взлёта и посадки воздушных судов.